# デッド・ドント・ダイ
『デッド・ドント・ダイ』（The Dead Don't Die）は、2019年のアメリカ合衆国のゾンビコメディ映画。監督はジム・ジャームッシュ、出演はビル・マーレイ、アダム・ドライバー、ティルダ・スウィントン、クロエ・セヴィニーなど。

## ストーリー
センタービルはのどかな田舎町だったが、動物たちが突如として異常行動を取り始めるという事件が発生した。科学者たちが調査に乗り出したものの、異常行動の原因はなかなか突き止められなかった。ほどなくして、町の墓地に埋葬されていた死体がゾンビとなって復活し、町全体が阿鼻叫喚の渦と化した。
本作はそんな騒乱を生き延びようとする3人の警察官の姿を描き出していく。

## キャスト
- クリフ・ロバートソン: ビル・マーレイ - 警察署長。
- ロナルド・ピーターソン（ロニー）: アダム・ドライバー - 巡査。
- ゼルダ・ウィンストン: ティルダ・スウィントン - 葬儀屋を継いだ外国人女性。
- ミネルヴァ・モリソン（ミンディ）: クロエ・セヴィニー - 巡査。
- フランク・ミラー: スティーヴ・ブシェミ - 農夫。
- ハンク・トンプソン: ダニー・グローヴァー
- ボビー・ウィギンス: ケイレブ・ランドリー・ジョーンズ - ゾンビ映画マニア。
- TVレポーター: ロージー・ペレス
- コーヒー・ゾンビ: イギー・ポップ - ダイナーに現れたゾンビ。
- コーヒー・ゾンビ: サラ・ドライバー（英語版） - ダイナーに現れたゾンビ。
- ディーン: RZA - 配達人。
- マロリー・オブライエン: キャロル・ケイン
- ゾーイ: セレーナ・ゴメス
- ボブ: トム・ウェイツ - 世捨て人。
- ジャック: オースティン・バトラー
- ファーン: エスター・バリント - ダイナーで働く女性。

## 製作
2018年3月21日、ビル・マーレイがインタビューで「ジム・ジャームッシュ監督の新作ゾンビ映画に出演する」という趣旨を述べた。7月13日、セレーナ・ゴメス、アダム・ドライバー、ティルダ・スウィントン、スティーヴ・ブシェミがキャスト入りした。23日、ケイレブ・ランドリー・ジョーンズの出演が決まったとの報道があり、主要撮影は同月中にニューヨークで始まった。

## 公開・マーケティング
2019年4月1日にオフィシャル・トレイラーが公開され、同年5月14日には第72回カンヌ国際映画祭でプレミア上映された。
2020年3月17日には、日本の4コマ漫画『100日後に死ぬワニ』とのコラボイラストが公開された。
当初、日本では2020年4月3日に公開される予定だったが、新型コロナウイルスの流行が拡大していることを受け、同年3月30日に配給元のロングライドは公開延期を発表した。その後、6月5日に公開された。

## 興行収入
『メン・イン・ブラック:インターナショナル』および『シャフト』と同じ週に封切られ、公開初週末に200万ドル前後を稼ぎ出すと予想されていたが、実際の数字はそれを若干上回るものとなった。2019年6月14日には全米613館で公開され、公開初週末に254万ドルを稼ぎ出し、週末興行収入ランキング初登場12位となった。

## 評価
批評家の評価は平凡なものに留まっている。映画批評集積サイトのRotten Tomatoesには53件のレビューがあり、批評家支持率は51%、平均点は10点満点で5.93点となっている。サイト側による批評家の見解の要約は「『デッド・ドント・ダイ』は色々なネタや主題に手を出しているが、それぞれの出来栄えはまちまちである。しかし、鋭敏な知性と名優たちのお陰で、同作は面白いゾンビコメディ映画に仕上がっている。」となっている。また、Metacriticには18件のレビューがあり、加重平均値は57/100となっている。